# Betim Fazliji
Betim Fazliji (Vranje, 25 aprile 1999) è un calciatore kosovaro con cittadinanza svizzera, centrocampista del San Gallo.

## Caratteristiche tecniche
È un centrocampista centrale.

## Carriera
Nato in Serbia da genitori albanesi, si è trasferito in giovane età in Svizzera decidendo di rappresentarla calcisticamente dopo averne acquisito la cittadinanza. Nel 2014 è entrato a far parte del settore giovanile del San Gallo, dove è rimasto fino al 2019 quando è stato promosso in prima squadra.
Il 27 luglio 2019 ha debuttato fra i professionisti disputando da titolare l'incontro di Super League vinto 2-1 contro il Basilea, match dove ha segnato anche il gol del momentaneo 1-1.

## Statistiche
Statistiche aggiornate al 31 luglio 2020.

### Presenze e reti nei club
| Stagione        | Squadra         | Campionato      | Campionato | Campionato | Coppe nazionali | Coppe nazionali | Coppe nazionali | Coppe continentali | Coppe continentali | Coppe continentali | Altre coppe | Altre coppe | Altre coppe | Totale | Totale | Totale |
| Stagione        | Squadra         | Comp            | Pres       | Reti       | Comp            | Pres            | Reti            | Comp               | Pres               | Reti               | Comp        | Pres        | Reti        | Pres   | Reti   |        |
| --------------- | --------------- | --------------- | ---------- | ---------- | --------------- | --------------- | --------------- | ------------------ | ------------------ | ------------------ | ----------- | ----------- | ----------- | ------ | ------ | ------ |
| 2019-2020       | San Gallo       | ASL             | 25         | 2          | CS              | 0               | 0               |                    | -                  | -                  |             | -           | -           | 25     | 2      |        |
| Totale carriera | Totale carriera | Totale carriera | 25         | 2          |                 | 0               | 0               |                    | -                  | -                  |             | -           | -           | 25     | 2      |        |

### Cronologia presenze e reti in nazionale
| Cronologia completa delle presenze e delle reti in nazionale ― Kosovo | Cronologia completa delle presenze e delle reti in nazionale ― Kosovo | Cronologia completa delle presenze e delle reti in nazionale ― Kosovo | Cronologia completa delle presenze e delle reti in nazionale ― Kosovo | Cronologia completa delle presenze e delle reti in nazionale ― Kosovo | Cronologia completa delle presenze e delle reti in nazionale ― Kosovo | Cronologia completa delle presenze e delle reti in nazionale ― Kosovo | Cronologia completa delle presenze e delle reti in nazionale ― Kosovo |
| Data                                                                  | Città                                                                 | In casa                                                               | Risultato                                                             | Ospiti                                                                | Competizione                                                          | Reti                                                                  | Note                                                                  |
| --------------------------------------------------------------------- | --------------------------------------------------------------------- | --------------------------------------------------------------------- | --------------------------------------------------------------------- | --------------------------------------------------------------------- | --------------------------------------------------------------------- | --------------------------------------------------------------------- | --------------------------------------------------------------------- |
| 11-11-2020                                                            | Elbasan                                                               | Albania                                                               | 2 – 1                                                                 | Kosovo                                                                | Amichevole                                                            | -                                                                     |                                                                       |
| 1-6-2021                                                              | Pristina                                                              | Kosovo                                                                | 4 – 1                                                                 | San Marino                                                            | Amichevole                                                            | -                                                                     |                                                                       |
| 4-6-2021                                                              | Klagenfurt am Wörthersee                                              | Malta                                                                 | 1 – 2                                                                 | Kosovo                                                                | Amichevole                                                            | -                                                                     |                                                                       |
| 5-9-2021                                                              | Pristina                                                              | Kosovo                                                                | 1 – 1                                                                 | Grecia                                                                | Qual. Mondiali 2022                                                   | -                                                                     | 78’                                                                   |
| 8-9-2021                                                              | Pristina                                                              | Kosovo                                                                | 0 – 2                                                                 | Spagna                                                                | Qual. Mondiali 2022                                                   | -                                                                     |                                                                       |
| 9-10-2021                                                             | Solna                                                                 | Svezia                                                                | 3 – 0                                                                 | Kosovo                                                                | Qual. Mondiali 2022                                                   | -                                                                     | 87’                                                                   |
| 12-10-2021                                                            | Pristina                                                              | Kosovo                                                                | 1 – 2                                                                 | Georgia                                                               | Qual. Mondiali 2022                                                   | -                                                                     |                                                                       |
| 10-11-2021                                                            | Pristina                                                              | Kosovo                                                                | 0 – 2                                                                 | Giordania                                                             | Amichevole                                                            | -                                                                     |                                                                       |
| 14-11-2021                                                            | Amarousio                                                             | Grecia                                                                | 1 – 1                                                                 | Kosovo                                                                | Qual. Mondiali 2022                                                   | -                                                                     |                                                                       |
| 24-3-2022                                                             | Pristina                                                              | Kosovo                                                                | 5 – 0                                                                 | Burkina Faso                                                          | Amichevole                                                            | -                                                                     |                                                                       |
| 29-3-2022                                                             | Zurigo                                                                | Svizzera                                                              | 1 – 1                                                                 | Kosovo                                                                | Amichevole                                                            | -                                                                     | 75’                                                                   |
| 2-6-2022                                                              | Larnaca                                                               | Cipro                                                                 | 0 – 2                                                                 | Kosovo                                                                | UEFA Nations League 2022-2023 - 1º turno                              | -                                                                     |                                                                       |
| 5-6-2022                                                              | Pristina                                                              | Kosovo                                                                | 0 – 1                                                                 | Grecia                                                                | UEFA Nations League 2022-2023 - 1º turno                              | -                                                                     | 48’ 76’                                                               |
| 9-6-2022                                                              | Pristina                                                              | Kosovo                                                                | 3 – 2                                                                 | Irlanda del Nord                                                      | UEFA Nations League 2022-2023 - 1º turno                              | -                                                                     | 75’ 90+5’                                                             |
| 24-9-2022                                                             | Belfast                                                               | Irlanda del Nord                                                      | 2 – 1                                                                 | Kosovo                                                                | UEFA Nations League 2022-2023 - 1º turno                              | -                                                                     | 44’                                                                   |
| 27-9-2022                                                             | Pristina                                                              | Kosovo                                                                | 5 – 1                                                                 | Cipro                                                                 | UEFA Nations League 2022-2023 - 1º turno                              | -                                                                     |                                                                       |
| 25-3-2023                                                             | Tel Aviv                                                              | Israele                                                               | 1 – 1                                                                 | Kosovo                                                                | Qual. Euro 2024                                                       | -                                                                     | 67’                                                                   |
| 28-3-2023                                                             | Pristina                                                              | Kosovo                                                                | 1 – 1                                                                 | Andorra                                                               | Qual. Euro 2024                                                       | -                                                                     |                                                                       |
| 16-6-2023                                                             | Pristina                                                              | Kosovo                                                                | 0 – 0                                                                 | Romania                                                               | Qual. Euro 2024                                                       | -                                                                     |                                                                       |
| 19-6-2023                                                             | Budapest                                                              | Bielorussia                                                           | 2 – 1                                                                 | Kosovo                                                                | Qual. Euro 2024                                                       | -                                                                     | 53’                                                                   |
| 9-9-2023                                                              | Pristina                                                              | Kosovo                                                                | 2 – 2                                                                 | Svizzera                                                              | Qual. Euro 2024                                                       | -                                                                     | 46’                                                                   |
| 12-10-2023                                                            | Andorra la Vella                                                      | Andorra                                                               | 0 – 3                                                                 | Kosovo                                                                | Qual. Euro 2024                                                       | -                                                                     | 46’                                                                   |
| Totale                                                                |                                                                       | Presenze                                                              | 22                                                                    |                                                                       | Reti                                                                  | 0                                                                     |                                                                       |